# Сосьва (река)
Со́сьва (в верховье Большая Сосьва) — река в Свердловской области, правая составляющая реки Тавды (бассейн Тобола).
В верховьях реки расположен заповедник «Денежкин Камень».

## Этимология
Название реки происходит от слов коми-пермяцкого языка: сос — «рукав», ва «река, вода», то есть «рукав-река» или «рукавная река».

## География

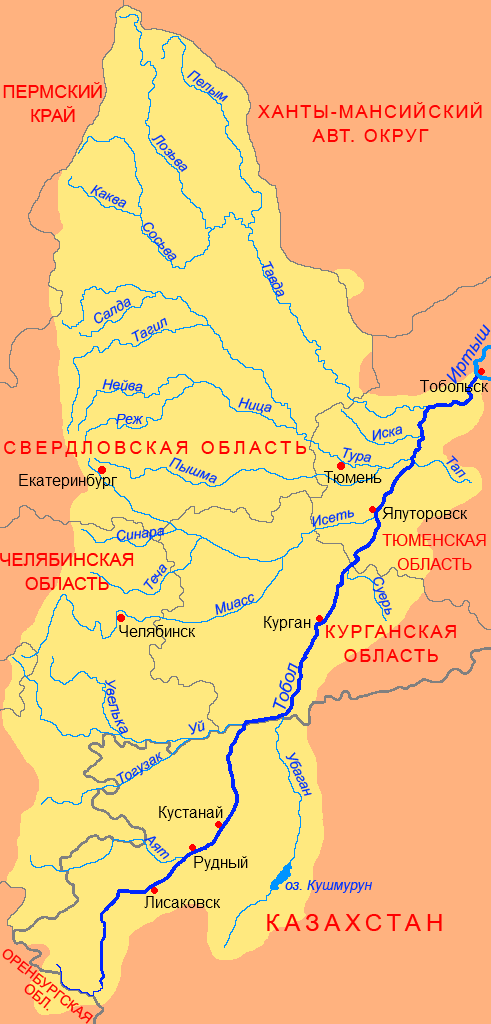
Бассейн Тобола

Река Сосьва берёт своё начало на восточном склоне Северного Урала; основная часть её бассейна — на Западно-Сибирской равнине. Протекает на севере Свердловской области.
Длина реки — 635 км, площадь водосборного бассейна — 24 700 км².
Питание смешанное, с преобладанием снегового. Годовой размах колебаний уровня в среднем и нижнем течении 5—6 м. Среднегодовой расход воды — в 140 км от устья 123,28 м³/с наибольший 2210 м³/с наименьший 4,48 м³/с. Замерзает в начале ноября, вскрывается в апреле. Сплавная (используется для лесосплава). Судоходна на 333 км от устья.

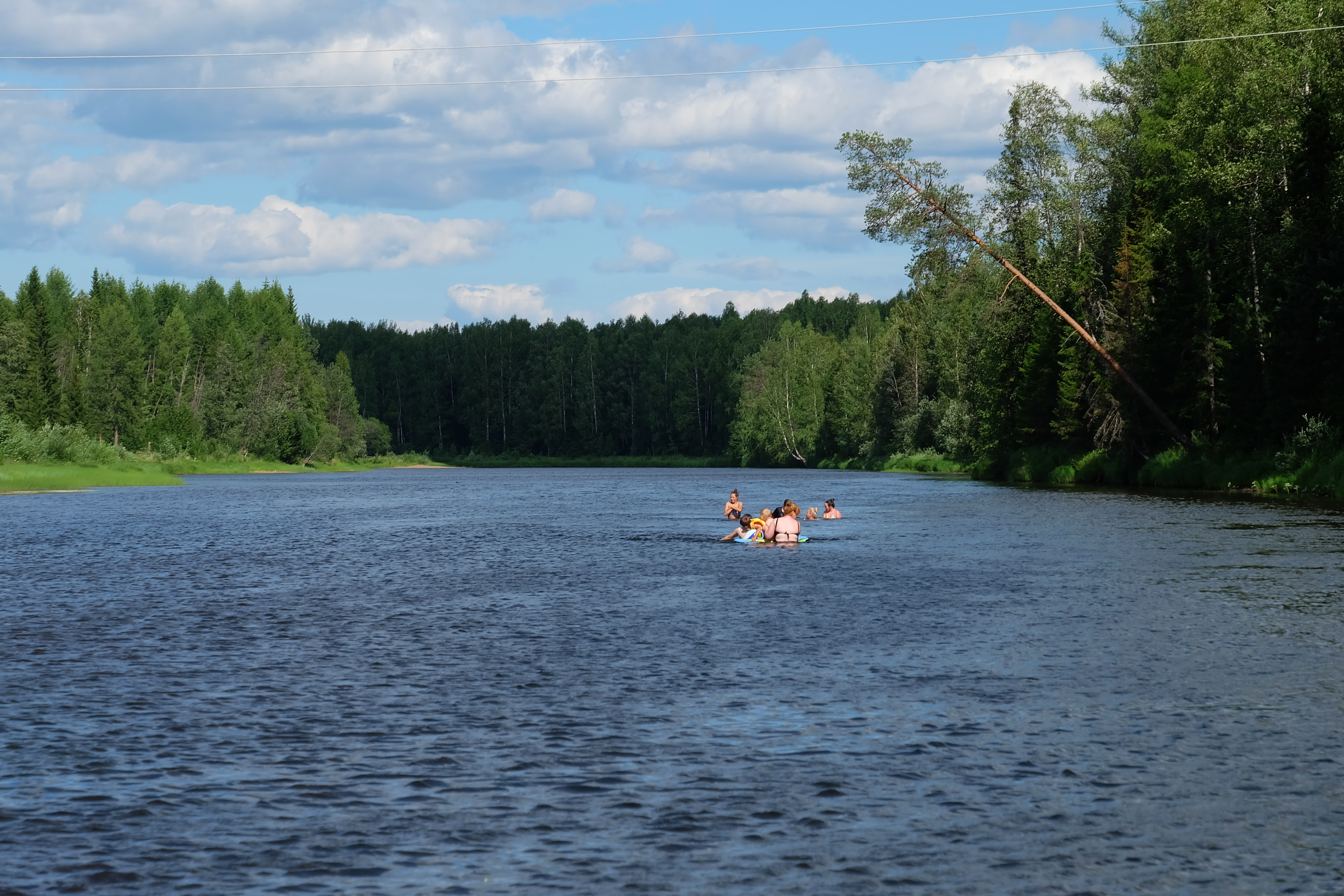
Сосьва в верхнем течении

### Населённые пункты
По берегам реки Сосьвы расположены следующие населённые пункты (от верхнего течения к нижнему):
- посёлок Сосьва[6];
- посёлок Денежкино[7];
- посёлок Маслово[7];
- посёлок Марсяты[7];
- деревня Петрова[7];
- посёлок Кордон[7];
- село Андриановичи[8];
- посёлок Красный Яр[8];
- посёлок Танковичи[8];
- деревня Масловка[8];
- посёлок Черноярский[9];
- посёлок Урай[9];
- посёлок Нижняя Пристань[9];
- деревня Поспелкова[9];
- деревня Морозково[9];
- деревня Семёнова[10];
- деревня Магина[11];
- деревня Маслова[11];
- деревня Матушкина[11];
- село Романово[12];
- деревня Монастырка[12];
- посёлок Зелёный[12];
- село Кошай[12];
- посёлок городского типа Сосьва[12];
- деревня Мишина[12];
- деревня Махтыли[13];
- посёлок городского типа Гари[14];
- деревня Рычкова[14];
- деревня Петрова[14].

### Притоки
(км от устья), (указана длина рек > 50 км)
- 4,3 км: Воробина — 75 км
- 46 км: Евалга
- 95 км: Калинка — 64 км
- 130 км: Ереминка
- 141 км: Пата
- 157 км: Негла
- 167 км: Молва — 70 км
- 181 км: Нюрма
- 198 км: Монастырка
- 203 км: Ляля — 242 км
- 237 км: Курья
- 256 км: Сотрина
- 263 км: Пинькина
- 273 км: Палькина
- 278 км: Морозкова
- 282 км: Прорвинская
- 293 км: Красноярка
- 330 км: Таньша
- 333 км: Каква — 170 км
- 346 км: Межевая
- 355 км: Паскотная
- 358 км: Еловка
- 372 км: Турья — 128 км
- 382 км: Проничева
- 388 км: Большая Межевая
- 398 км: Черная
- 400 км: Лангур — 129 км
- 405 км: Большая Волчанка — 57 км
- 447 км: Атюс
- 466 км: Сама
- 501 км: Вагран — 137 км
- 509 км: Канда
- 517 км: Калья
- 537 км: Шегультан — 97 км
- 547 км: Кедровая
- 549 км: Пуя
- 559 км: Мостовая
- 563 км: Шарп
- 572 км: Тонга
- 593 км: Супрея
- 596 км: Крив-Сосьвинский
- 599 км: Сольва
- 611 км: Ходовая
- 617 км: Малая Сосьва